# 奈良県文化会館
奈良県文化会館（ならけんぶんかかいかん）は奈良県奈良市登大路町にある多目的ホール。

## 概要
1968年に完成、1999年になら100年会館が完成するまでは奈良県最大のホールであった。設計は日建設計が担当した。また、開館から2005年3月までは奈良県立図書館が併設されていたが、奈良県立図書情報館の開設に伴い閉館した。2019年1月、震度6以上で倒壊・崩壊の恐れが高い判定が判明。この影響で2月に予定していた森山直太朗のライブ会場を奈良県橿原文化会館に変更するなど影響が出ている。県は24年3月から長期休館中で、2027年度にリニューアル予定であり、芸術監督に反田恭平を迎える予定。
- 国際ホール：座席数1313席
- 小ホール：座席数300席（全席可動）
- 展示室
- 会議室
- 集会室
- 和室
- 多目的室

## 交通
- 近鉄奈良線近鉄奈良駅下車徒歩5分

## 周辺情報
- 奈良県庁
- 奈良県立美術館
- 奈良家庭裁判所
- NHK奈良放送局
- 奈良公園
- 興福寺